# Hipertermia maligna
La hipertermia maligna (HM), es una enfermedad con causa genética pero desencadenada por la administración de Anestésicos Inhalatorios y/o Succinilcolina durante una anestesia general, en raras ocasiones por el ejercicio vigoroso o el calor. Sin tratamiento compromete seriamente la vida con una elevada morbi mortalidad. El éxito de su tratamiento radica en una rápida detección del inicio de una crisis de HM y en la administración en tiempo y forma de Dantrolene. 

## Historia
El 8 de abril de 1960 un estudiante de ingeniería de 21 años en el Royal Melbourne Hospital, Australia, con fractura de tibia-peroné derechos, presentaba gran ansiedad acerca de la anestesia. Refiere, junto a su madre, que le acompaña, el fallecimiento de diez familiares durante o después de la anestesia. Tanto él como su hermana habían sido operados de apendicitis con anestesia local. El Dr Villiers, en la creencia que el éter era la droga sospechosa, inicia la anestesia con halotano. Diez minutos después de la inducción el paciente presenta una crisis de HM. Se logra recuperarlo sobre la base de hielo y es transfundido en la creencia de estar implicada una pérdida de sangre. Gracias al hielo, una hora después está alerta y despierto. Es el primer caso registrado de supervivencia a una crisis de HM. 
Derivado al día siguiente al Departamento de Genética, es evaluado por Michael Denborough, quien sospecha de la existencia de un error del metabolismo.
Denborough, asociado a Lowell, publicará luego sus célebres trabajos en el Lancet y en el British Journal of Anaesthesia.

## Etiopatogenia
Su incidencia es variable, pues depende de la frecuencia de mutaciones genéticas específicas en esa población. Según estas circunstancias, como la edad del paciente así como el uso desencadenates varía entre 1/100000 a 1/10000 anestesias.
Es más frecuente en varones, tanto niños como adultos.
La herencia es poligénica, en varios aspectos aún confusa. Las alteraciones genéticas que predisponen a HM, están a veces ubicadas en zonas del ADN que están cercanas a otras de mutaciones como ciertas miopatías.
Esta enfermedad se hereda mediante una forma de Herencia Autosómica Dominante, con una penetrancia reducida y expresibilidad variable.
La causa conocida más habitual (50 % casos), es la mutación del gen que codifica el Receptor Rianodínico, en su isoforma RyR1A. Este gen se localiza habitualmente en el cromosoma 19, aunque es un trastorno heterogéneo. Puede involucrar, según las diversas familias y pacientes, mutaciones en otros 7 o más genes sin alteraciones del 19.
En el gen vinculado al Receptor de Rianodina (RYR-1) en el cromosoma 19 (19 q 13.1), están publicadas más de 100 mutaciones, unas 30 identificables como determinantes para susceptibilidad para HM.
El gen del Receptor de Dihidropiridina (DHPR), también está vinculado en el control intracelular de Calcio Muscular, al trasferir los cambios de voltaje al receptor Rianodínico (RYR-1).
Es posible que otros genes estén también involucrados, menos comunes que los que regulan RYR-1 y DHPR.
La base fisiopatológica de la HM es la acumulación del calcio en el citoplasma del músculo estriado ante un estímulo determinado (Anestésicos Inhalatorios / Succinilcolina) lo cual origina la situación de hipermetabolismo.
La secuencia normal en el músculo para la contracción muscular comienza con la de despolarización del sarcolema, transmitida a través a los Tubos T, lo cual activa al receptor de Dihidropiridina, que a su vez activa el canal de calcio de Rianodina, con la liberación de Calcio hacia el citoplasma desde el Retículo Sarcoplásmico.
En el caso de la HM, el receptor de Rianodina, queda en posición abierta, por lo que se libera calcio sin freno, imposibilitando su adecuada recuperación por saturación de la bomba de calcio en el Retículo Sarcoplásmico.
De acuerdo a lo comentado la HM es una canalopatía del músculo esquelético, vinculada principalmente al receptor de rianodina.
En la crisis de HM la contracción muscular es desenfrenada por el incremento de la concentración del calcio intracelular, con un enorme consumo de energía por la bomba de calcio que trabaja en la su extracción hacia el Retículo Sarcoplásmico. Esta situación conduce al agotamiento del ATP intracelular con un exceso de energía por hipermetabolismo muscular en forma de calor, un aumento de la producción de CO2, aumento del consumo de O2, acidosis metabólica y respiratoria, rigidez muscular y taquicardia.
Los niveles de ATP al disminuir por debajo de un umbral no permiten la integridad del sarcolema, se filtran entonces potasio, enzimas musculares, mioglobina, en el contexto de una Rabdomiólisis.
El antecedente de anestesias previas generales con desencadenantes sin complicaciones no excluye la posibilidad de una Crisis de HM después de varios procedimientos quirúrgicos, pues la vulnerabilidad se puede expresar en forma variable. Así el promedio de exposiciones a desencadenantes para una crisis de HM es de 3.

## Enfermedades asociadas
Se conocen algunas enfermedades  que predisponen a HM por el mecanismo genético que las explica, como es el caso de:
1) Miopatía de Core Central.
2) Miopatía del Mini Core.
3) Miopatía Centronuclear.
4) Enfermedad de King-Denborough.
Las tres primeras son con seguridad Rianodopatías.
También existen otras enfermedades poco frecuentes en las cuales hay una canalopatía de la Rianodina por un mecanismo semejante al visto  en la HM, pero en células de otros tejidos diferentes al músculo estriado esquelético, como es el caso de:
1) Taquicardia Ventricular Polimórfica Catecolaminérgica.
2) Ictus de ejercicio/calor (Exercional Heat Stroke).

## Variantes genéticas
Existen familias en que no solo se ha identificado una mutación del Gen RYR1, sino que hay multiplicidad de mutaciones.

## Cuadro clínico
La HM tiende a observarse por primera vez después de la administración de drogas anestésicas particulares de amplio uso, en un procedimiento quirúrgico, en especial Succinilcolina y Anestésicos Volátiles (Halotano, Isofluorano, Sevofluorano y Desfluorano).
En el caso de la Succinilcolina como desencadenante, la Crisis de HM puede ser particularmente dramática.
Se puede producir una HM en cualquier momento de la Anestesia o en el Postoperatorio Inmediato. 
Ante esta estimulación farmacológica se produce una miríada de signos que va de la hipertermia fulminante y muerte, a casos leves, postoperatorios, algunos de los cuales pasan totalmente inadvertidos. 
Una vez desencadenada la crisis, ante el aumento del calcio intramuscular se desarrolla la contractura muscular, el aumento de la temperatura corporal (tardío), taquicardia (precoz), cambios cutáneos, acidosis metabólica, hiperkalemia, renales etc. 
A causa del hipermetabolismo muscular hay una significativa elevación en la producción de CO2. Este se registra a través de la Capnografía y los valores de EtCO2, signo precoz de diagnóstico junto a la taquicardia.
- Mandíbula de acero al intentar intubar el paciente por parte del anestesiólogo.
- Rigidez muscular al administrar anestesia
- El aumento rápido y alto de la temperatura luego de administrar anestesia general puede conformar la hipertermia fulminante con elevadísima mortalidad.
- Dificultad por parte del anestesiólogo de mantener unos niveles adecuados de pCO2 durante la intervención.
- Taquicardia.
- Arritmias
- Taquipnea
- Diaforesis
- Coloración pardo oscura de la orina.
- Acidosis metabólica láctica y respiratoria (mixta)
- Hiperkalemia
- Coagulopatía
- Dolor muscular sin que se presente un ejercicio obvio que lo explique.
- Antecedentes que puedan reinterpretarse como de susceptibilidad a HM (personales, familiares, geográficos).

## Criterios Clínicos para Diagnóstico de Crisis de HM

### Específicos para hipertermia maligna
1. Incremento del EtCO2 durante la ventilación constante ( el signo más sensible y específico)
2. Rigidez Generalizada ( extremadamente específica)
3. Rigidez de Maseteros
4. Aumento de la temperatura ( y no infrecuentemente por encima de los 40 grados centígrados).

### No específicos
1. Taquicardia ( el más temprano y más consistente signo pero muy inespecífico)
2. Taquipnea
3. Arritmias
4. Moteado en la piel
5. Sudoración profusa
6. Alteración de la Presión Arterial

### Hallazgos de Laboratorio en la Crisis de HM
1. Acidosis metabólica y Respiratoria.
2. Gases arteriales: disminuciòn pH, aumento PaCo2, decremento moderado PaO2
3. Electrolitos: aumento de K, aumento o disminución calcemia, aumento Mg
4. Plasma: aumento Lactato, Piruvato, CPK, LDH, Aldolasa, Mioglobina, INR, FSP, PT/PTT

## Complicaciones
- Lesión renal causada por exceso de mioglobina.
- Coagulación intravascular diseminada.
- Insuficiencia cardiaca congestiva.
- Síndromes compartimentales.
- Miopatía (debilidad muscular).
- Muerte

## Paro Cardíaco Hiperkalémico
Es un cuadro que puede entenderse equivocadamente relacionado  con  una crisis de HM al ser desencadenado también por Succinilcolina pero no tiene ninguna relación etiológica. 
El paro cardíaco sorpresivo fue reportado a consecuencia de la administración de Succinilcolina en niños con miopatía subclínica por primera vez en 1992, por grupos de trabajo de Norteamérica y Alemania, asociado frecuentemente a la Distrofia de Duchenne y Becker. 
El mecanismo fisiopatológico consiste en la destrucción de la membrana muscular esquelética (sarcolema) y consecuente liberación de potasio. 
Se trata de una Rabdiomiólisis Aguda por Succinilcolina, aunque también puede producirse por otros anestésicos.
También es diferente de los casos de Hiperkalemia por Succinilcolina por Up Regulation de receptores nicotínicos de Acetilcolina en Músculo Esquelético, en situaciones de desnervación,, clásicamente en paciente quemados, desde las primeras descripciones en 1953.
El tratamiento es el de la Hiperkalemia Aguda con  Glucosa + Insulina, Calcio (Chorhidrato o Gluconato de), hiperventilación, además de los protocolos de RCP avanzada.

### Diagnóstico Diferencial Crisis HM
1. Tormenta Tiroidea
2. Crisis Feocromocitoma
3. Síndrome Neuroléptico Maligno
4. Otras causas de Hipertermia y Taquicardia

## Tratamiento
La evaluación anestesiológica adecuada es de enorme utilidad, desde la prevención, en especial al identificar si el paciente u otros miembros de la familia presentan antecedentes de problemas inducidos por la anestesia, orinas oscuras, después de una anestesia, así como muerte súbita en relación con la anestesia. En tales casos es obligatorio informar de esto a los miembros del equipo quirúrgico, para así trazar planes alternativos con anestésicos seguros de no desencadenar HM.
Una vez que se aprecian sus primeros síntomas la hipertermia maligna requiere tratamiento inmediato.
En primera instancia se deben suspender los anestésicos desencadenantes de HM.
Hiperventilar con oxígeno al 100% al doble o triple.
El hielo y los líquidos helados se administran por vía endovenosa, nasogástrica, vesical, intraperitoneal, y se emplea una manta enfriadora. Evitar si es posible el sobrenefriamiento.
El uso de  dantroleno sódico, en la crisis de HM, ha reducido la morbi-mortalidad de 80-90% a 10 a 5% actualmente. Debe ser diluido en agua destilada y aplicado a la dosis de 2,5 mg/kg cada 10 min hasta 10 mg/ kg, aunque en ocasiones se supera esta dosis. (Es aconsejable la presencia de dantroleno en todos los procedimientos en que se utilice anestesia general. Sin embargo, no siempre es posible, como ocurre, por ejemplo, en muchos países de Latinoamérica, donde su costo no es previamente prorrateado entre todas las prestaciones quirúrgicas. Por el contrario, su disponibilidad depende más de agrupaciones que tienen uno o varios sets de tratamiento en algún Centro Médico de referencia o Fundación, dependiente de Asociaciones de Anestesiólogos o fuerzas vivas de la sociedad).
Tratar la hiperkalemia con glucosa + insulina + calcio
Bicarbonato para la acidosis metabólica

## Pronóstico
En la actualidad las mejoras en las técnicas anestésicas, diagnóstico adecuado, prevención, mejores medidas generales y la disponibilidad del dantroleno han reducido su mortalidad desde 90-80% a menos del 5 o 10 %.
Está íntimamente ligado a la instauración de un tratamiento correcto y sobre todo, inmediato.

## Paciente Susceptible HM
CARACTERÍSTICAS CLÍNICAS DE UN PACIENTE SUSCEPTIBLE DE HM: 
1) Historia familiar: en particular familiar en primer grado. 
2) Signos no específicos: kifoescoliosis 
3) Miopatías y otras afecciones que se asocian con HM 
4) Área Geográfica

## Diagnóstico de Paciente Susceptible de HM y Prevención de Crisis de HM
Actualmente no hay una prueba diagnóstica simple para investigar la población en general
La biopsia muscular con el posterior test de contractura con Cafeína-Halotano es la prueba fundamental para determinar la susceptibilidad a HM.
Como alternativas complementarias están los test de contractura con Rianodina y 4-cloro-m-cresol
Las medidas generales para la extracción de la muestra muscular, su transporte y posterior manipulación, son extremadamente exigentes, por lo cual no hay demasiados centros con la capacidad de cumplirlos.
La toma muscular debe ser de al menos de 15 a 25 mm de largo por 2-3 mm de ancho, extraídos del vasto medial o lateral del cuádriceps bajo anestesia general o regional, evitando la local. Se coloca inmediatamente en una solución correspondiente, y dentro de un tiempo limitado debe estar en el laboratorio.
Estas circunstancias hacen que el Test de Contractura, la piedra angular del diagnóstico, sea de difícil concretarse.
Los protocolos para este Test están rigurosamente publicados tanto por EMHG (grupo Europeo de Hipertermia Maligna) como por Mhaus (Asociación Americana de Hipertermia Maligna).
El estudio genético, cuando está disponible para la mutación específica, es determinante, pero por desgracia esto no suele ser así.
La Evaluación Anestésica previa a la Cirugía es fundamental para identificar o sospechar un paciente susceptible de HM.
En el caso del paciente identificado susceptible o ante la sospecha no descartada, la Anestesia debe realizarse con Fármacos Seguros no Desencadenantes de HM.

## Consejo genético
La búsqueda de las mutaciones mediante estudio genético asociadas a HM esta limitada en primer lugar por la alta heterogeneidad en cuantos al locus de origen de la mutación, por lo que no se pueden descartar, por motivos prácticos, todas las mutaciones, pues aun se desconocen algunas. Acorde a lo citado, solo en  el 30% de los pacientes pueden ser identificadas las mutaciones.
Si se sabe la mutación responsable en el familiar afectado el estudio es más sencillo.
Es un estudio importante en el paciente con alto riesgo de ser Susceptible de HM.

### Indicaciones comunes de Examen Genético
- Paciente con Test de Contractura positivo
- Familiar de paciente con Test de Contractura positivo
- Los que tengan una fuerte sospecha de haber padecido una HM
- Los familiares de aquellos que tengan una mutación de HM